# ایستگاه راه‌آهن خیابان فنچورچ
ایستگاه راه‌آهن خیابان فنچورچ (انگلیسی: Fenchurch Street railway station) یکی از ایستگاه‌های راه‌آهن اصلی در شهر لندن است که به متروی لندن نیز متصل می‌باشد..
این ایستگاه که در سال ۱۸۴۱ تأسیس شده در سیتی لندن قرار دارد و جزئی از خط لندن، تیلبوری و ساوتند راه‌آهن انگلستان و همین طور خط جوبیلی متروی لندن است.

## نگارخانه

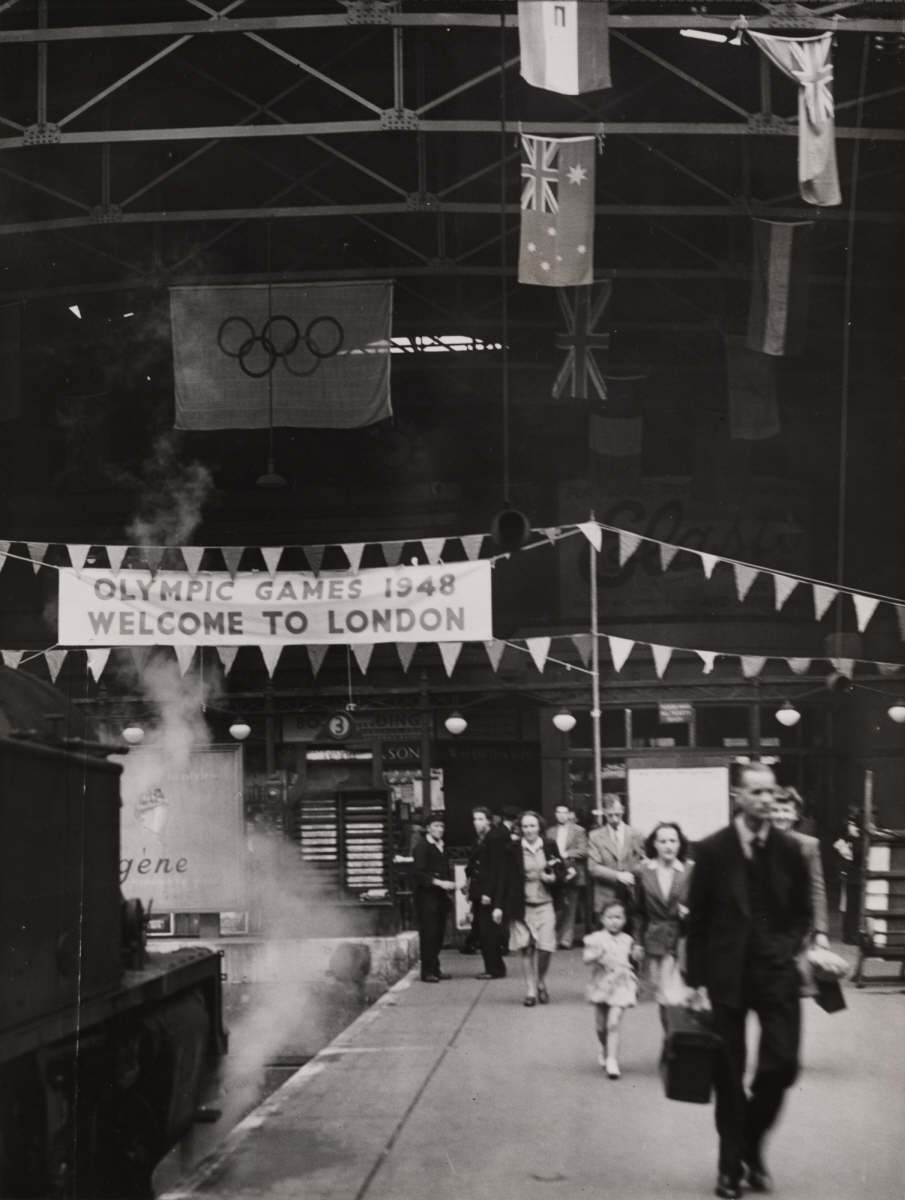
ایستگاه خیابان فنچورچ، بازی‌های المپیک تابستانی ۱۹۴۸
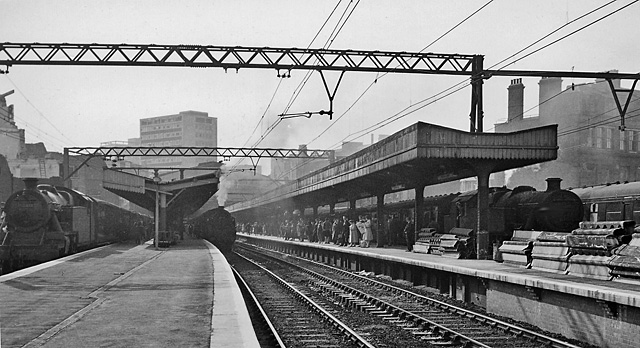
سال ۱۹۶۱
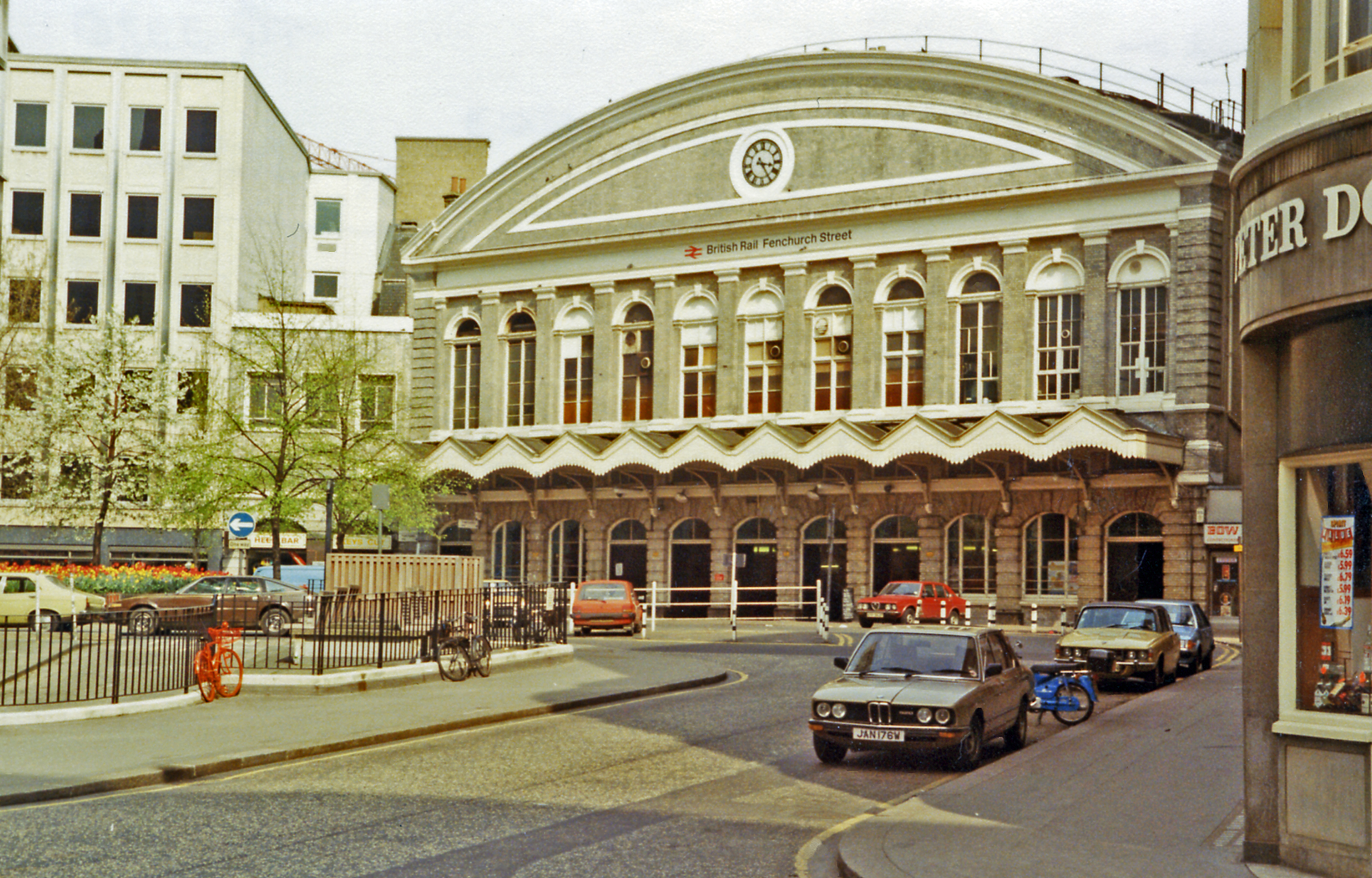
ورودی ایستگاه، سال ۱۹۸۳
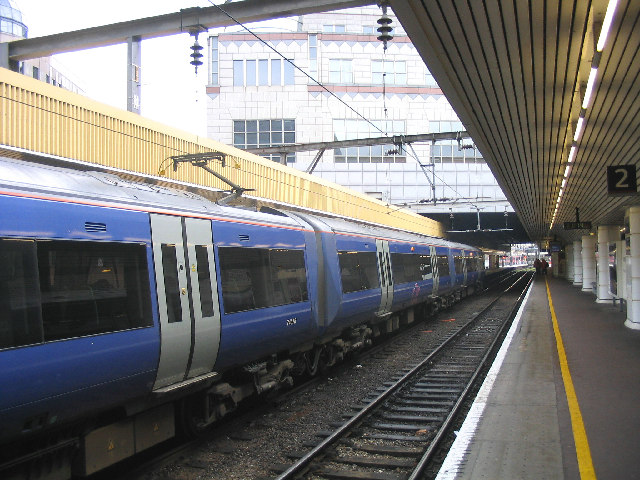
سال ۲۰۰۶
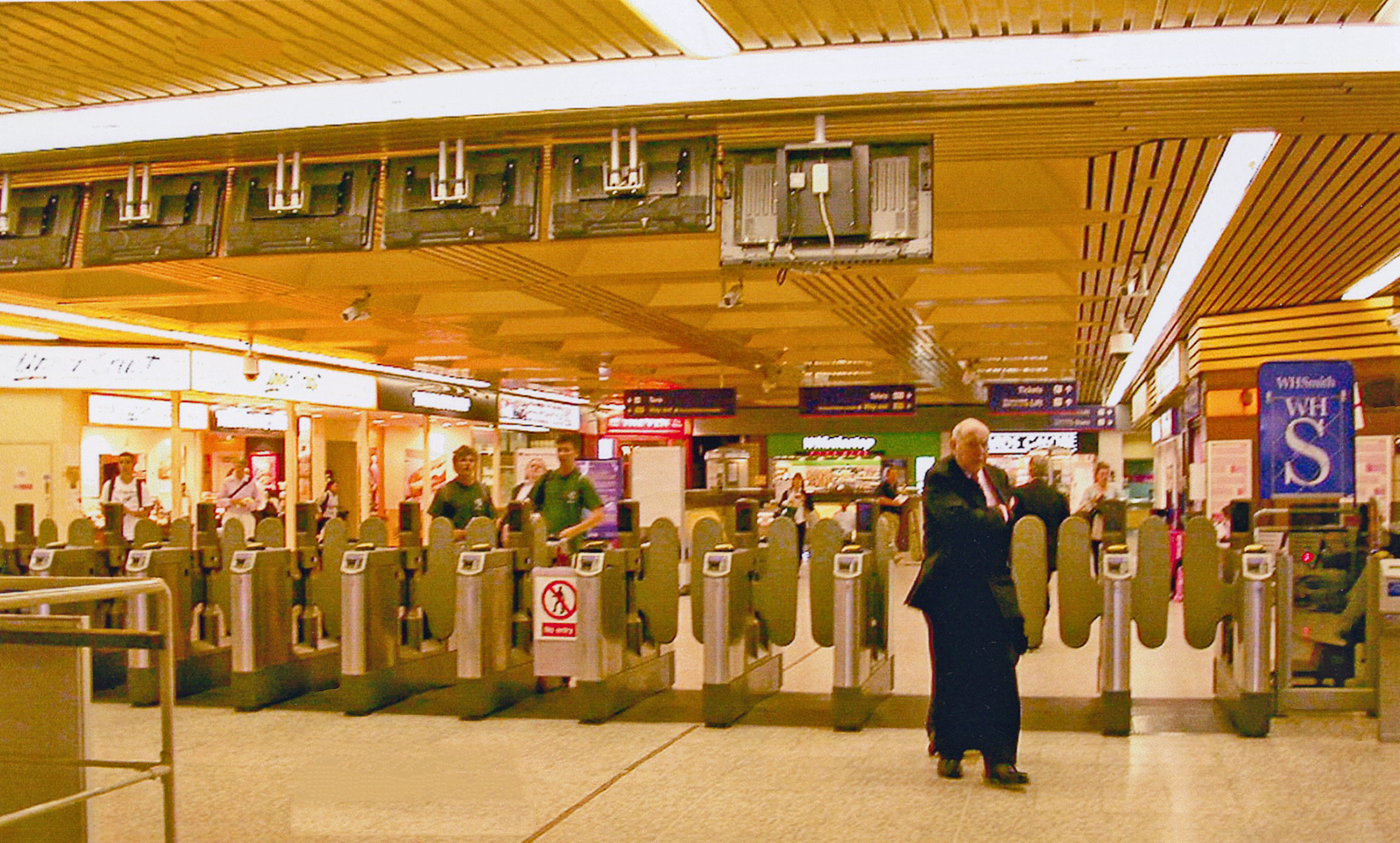
سال ۲۰۰۷
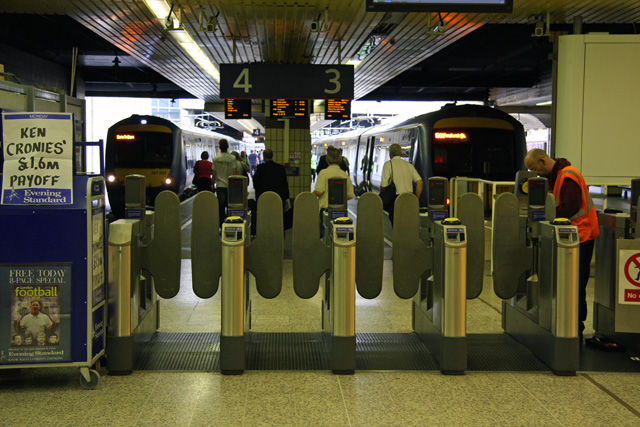
سال ۲۰۰۸
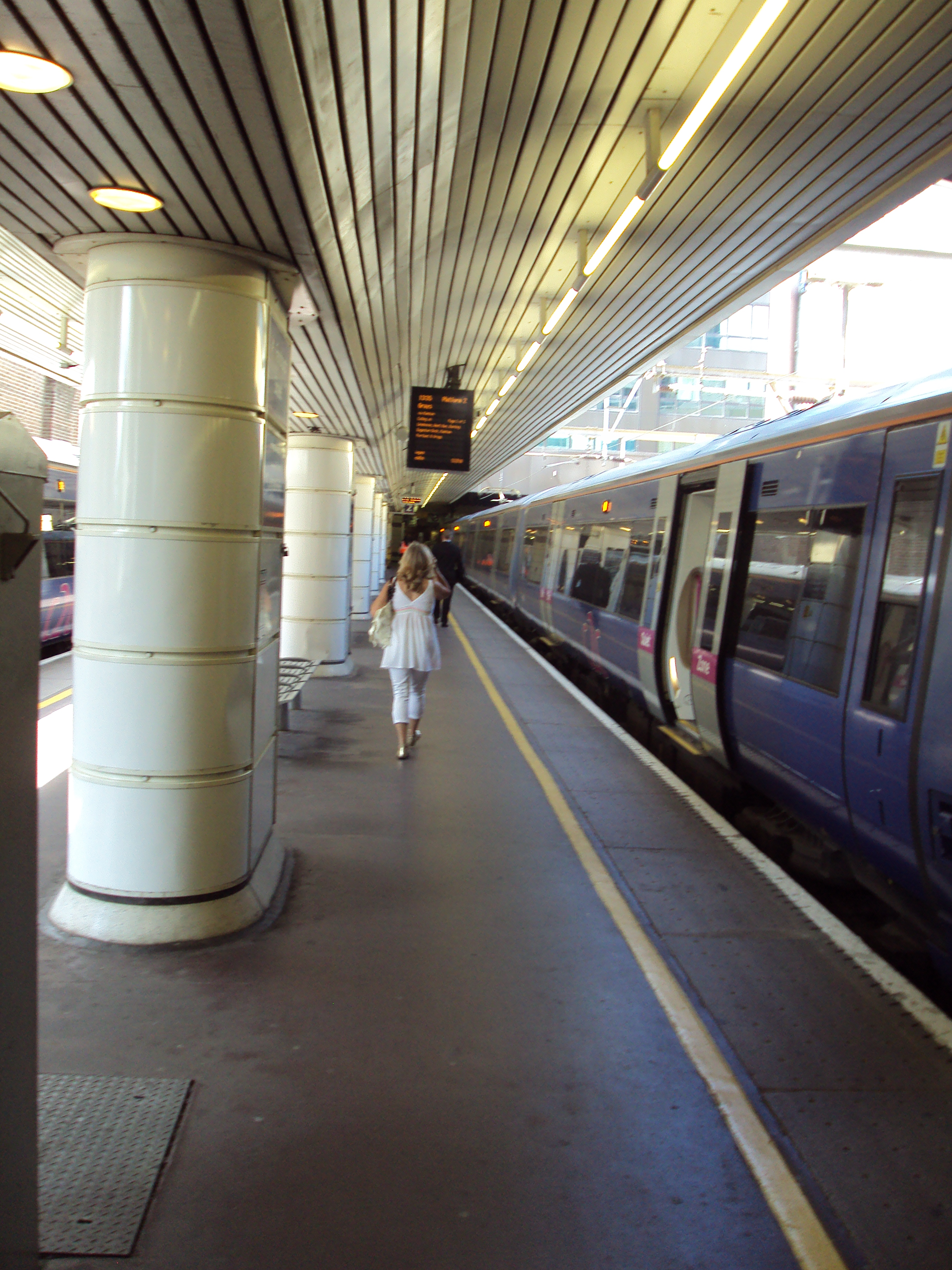
سکو ۲، سال ۲۰۰۹